# علي البوسعيدي
علي سليمان راشد البوسعيدي المعروف باسم علي البوسعيدي (مواليد 21 يناير 1991) هو لاعب كرة قدم عماني يلعب حاليًّا مع نادي السيب في دوري المحترفين العماني كمدافع. مثّل منتخب سلطنة عمان لكرة القدم.

## روابط خارجية
- علي البوسعيدي على موقع قاعدة بيانات كرة القدم.إي يو (الإنجليزية)
- علي البوسعيدي على موقع ناشيونال فوتبول تيمز (الإنجليزية)
- علي البوسعيدي على موقع Soccerway.com (الإنجليزية)
- علي البوسعيدي على موقع كووورة